# Mistrzostwa Europy Juniorów w Saneczkarstwie 2013 (tory naturalne)
32. Mistrzostwa Europy Juniorów w Saneczkarstwie na torach naturalnych 2013 odbyły się w dniach 8 - 10 lutego 2013 w rosyjskim Nowouralsku. Rozegrano trzy konkurencje: jedynki kobiet, jedynki mężczyzn oraz dwójki mężczyzn. W jedynkach mężczyzn i kobiet do końcowego rezultatu liczyła się suma czasów z trzech zjazdów, zaś w konkurencji dwójek męskich z dwóch zjazdów.

## Terminarz
| Data           | Miejscowość | Konkurencja      | Złoto                                               | Srebro                                      | Brąz                                    |
| -------------- | ----------- | ---------------- | --------------------------------------------------- | ------------------------------------------- | --------------------------------------- |
| 10 lutego 2013 | Nowouralsk  | Jedynki kobiet   | Sara Bachmann                                       | Darija Malejewa                             | Greta Pinggera                          |
| 10 lutego 2013 | Nowouralsk  | Jedynki mężczyzn | Jegor Dorofiejew                                    | Florian Glatzl                              | Christian Regensburger                  |
| 9 lutego 2013  | Nowouralsk  | Dwójki mężczyzn  | Austria Christian Regensburger · Dominik Holzknecht | Rosja Jegor Dorofiejew · Wiktor Zakarczenko | Rosja Andriej Szczegłow · Wadim Korolew |